# Dieter Rex
Dieter Rex (* 2. Januar 1936 in Bad Frankenhausen; † 20. November 2002 ebenda) war ein deutscher Maler und Grafiker.

## Werdegang
Dieter Rex absolvierte 1954 eine Ausbildung als Bühnenbildner, bevor er von 1955 bis 1960 Malerei und Gobelinweberei an der Hochschule für industrielle Formgestaltung Halle, Burg Giebichenstein studierte. Er war Schüler von Kurt Bunge, Lothar Zitzmann, Meinolf Splett und Willi Sitte. Ab 1961 war er als freiberuflicher Künstler tätig. 1978 erhielt er den Lehrauftrag in Halle (Saale). 1986 wurde er zum ordentlichen Professor für Malerei berufen. Zwischen 1986 und 1991 war er Direktor der Sektion Bildende und Angewandte Kunst.
Ab 1970 beschäftigte sich Rex zunehmend mit Landschaftsmalerei und der Technik des Pastells. Rex war Mitglied des Verband Bildender Künstler der DDR und in der DDR an einer großen Anzahl wichtiger Ausstellungen beteiligt, u. a. von 1967 bis 1988 an allen Kunstausstellungen der DDR in Dresden.
1999 ging er zurück in seine Geburtsstadt Bad Frankenhausen.

## Auszeichnungen
- 1970 Händelpreis des Bezirkes Halle (im Kollektiv „Monument 25 Jahre demokratische Bodenreform“)
- 1981 Kunstpreis der DDR[1]

## Werke (Auswahl)

### Tafelbilder (Auswahl)
- Brigade Eisfeld (Öl auf Hartfaser, 1964)[2]
- Musischer Zirkel (Mischtechnik, 110 × 160 cm, 1966)[3]
- Schweißer aus Leuna II (Mischtechnik, 100 × 73 cm, 1967; Regionalmuseum im Schloss Frankenhausen)[4]
- Winterabend (Öl, 54 × 83 cm, 1970)[5]
- Schweißer (Öl, 134 × 95 cm, 1972)[6]
- Ukrainischer Hüttenarbeiter (Eitempera auf Leinwand, 70 × 50 cm, 1975)[7]

### Baubezogene Kunst
- Glasfenster im Speisesaal des VEB Chemische Werke Buna Schkopau, Betonglasfenster "Dekorative Gestaltung", 1975, 2,60 × 6,00 m, ausgeführt von der Glasmalerei Schölzel Berlin[8]

### Essay
- Das Unsere einbringen. In: Bildende Kunst, Berlin, 1978., S. 420/421

## Einzelausstellungen (unvollständig)
- 1986: Merseburg, Museum, und Halle, Galerie Marktschlösschen („Malerei 1980-1985“)